# Ostaszewo
Ostaszewo (Schöneberg fino al 1945) è un comune rurale polacco del distretto di Nowy Dwór Gdański, nel voivodato della Pomerania.
Ricopre una superficie di 60,65 km² e nel 2004 contava 3 280 abitanti.